# 주간지촌
주간지촌(中元寺村)은 후쿠오카현 다가와군에 있던 촌이다. 현재의 소에다정 일부에 해당한다.

## 지리
온가강의 지류, 히코야마강의 분류, 나카모토지라강의 최상류에 위치했다.

## 역사
- 1889년 4월 1일 - 정촌제 시행에 의해 다가와군 주간지촌이 성립하였다.
- 1907년 1월 1일 - 소에다촌과 합병해 새로운 소에다촌이 성립해 폐지되었다.

## 참고문헌
- 角川日本地名大辞典 40 福岡県
- 『市町村名変遷辞典』東京堂出版、1990年。